# Esperanza Renace
Esperanza renace es una novela de ficción histórica escrita por la escritora mexicoamericana Pam Muñoz Ryan y publicado por Scholastic Publishing el 27 de marzo de 2000.  La novela se trata de Esperanza, hija única de padres mexicanos adinerados, y de los acontecimientos después del asesinato de su padre y la mudanza de su familia a California con su madre y los empleados domésticos durante la Gran Depresión. El libro recibió generalmente reacciones positivas de los críticos, a quienes les gustó la escritura de Muñoz Ryan y concluyeron que el libro era apropiado para discusiones en la escuela.

## Argumento
Esperanza es una niña en Aguascalientes, México, hija de un hacendado adinerado, Sixto Ortega. Vive en el rancho de su familia, El Rancho de la Rosas, con su madre, padre, y abuela ("Abuelita"). El día antes de su 13.º cumpleaños, el padre de Esperanza es asesinado en camino a la ciudad. Su tío ("Tío Luis") revela que ahora la tierra del padre le pertenece a él, ya que en ese entonces no era costumbre dejar la propiedad como herencia a las mujeres. Tío Luis ofrece seguirle cuidando a la familia de Esperanza y a su rancho con una condición: la madre de Esperanza se tiene que casar con él. Cuando ella lo rechaza,  él le avisa que se arrepentirá de la decisión. Su rancho más tarde se quema por completo en un incendio causado por Tío Luis. Esperanza y su madre tienen que quedarse en el cuarto para sirvientes con ellos y otros amigos de la familia: Alfonso, Hortensia, y su hijo Miguel. A Abuelita, herida durante el fuego, le envían a un convento para recuperarse. Un día, Esperanza le dice a Miguel que están en lados opuestos del río. Tío Luis regresa y vuelve a dar una oferta del matrimonio y la madre de Esperanza decide aceptar. Aun así, resulta que esto es mentira, cuando ella, Alfonso y Hortensia planean huir a los Estados Unidos. Abuelita no les puede acompañar debido a sus heridas, pero promete juntarse con ellos apenas esté mejor. Esperanza y lo que queda de su familia viajan a los Estados Unidos. Esperanza tiene dificultad para aceptar que ahora es "campesina" y mira con desdén a las otras personas pobres que viajan al lado suyo, lo cual decepciona a su madre.
Finalmente llegan sin incidentes a los Estados Unidos, actualmente testigo de la Gran Depresión y se asientan en un campamento de granja en Arvin, California con el hermano de Alfonso, Juan, su mujer Josefina, su hija Isabel y los gemelos Lupe y Pepe. Todos los adultos trabajan o en el campamento de granja, cortando y envolviendo productos agrícolas, o con las compañías de ferrocarril cercanas. Esperanza es demasiado joven para trabajar, entonces ayuda a Isabel a cuidar a los niños durante el día. Esperanza deprisa se da cuenta de que no sabe cómo hacer trabajos prácticos, como lavar ropa o incluso barrer el piso. Le pide ayuda a Isabel para aprender de ella cómo cuidarse a sí misma y a los niños más jóvenes. Empieza a ajustarse a su vida nueva, pero todavía fantasea sobre la llegada de Abuelita con su dinero y que la rescate de su pobreza.
Un día, el campamento sufre en una tormenta de polvo, y la madre de Esperanza contrae la fiebre de Valle. Tiene que ser admitida al hospital y los doctores no saben si sobreviva. Esperanza, desesperada y con la necesidad de ganar dinero para mantenerse y pagar las facturas médicas de su madre, acepta un trabajo en la granja a pesar de ser menor de edad. Empieza a ahorrar dinero después de darse cuenta de que a Abuelita probablemente le esté espiando el Tío Luis y quizás no pueda acceder a su dinero en México. Ella acumula órdenes de pago con la esperanza de que un día les pueda enviar a Abuelita y así ayudarle a viajar a los Estados Unidos.
Las tensiones aumentan en el campamento cuando llegan migrantes de Oklahoma que vienen huyendo del Dust Bowl (Bol de Polvo) a buscar trabajo en California. Ellos trabajan para menos paga y como tal, reciben fácilmente los trabajos que antes se daban sobre todo a los inmigrantes mexicanos. Por el motivo de la llegada de los migrantes, a Miguel le despiden de su trabajo con la compañía de ferrocarril. Hay rumores que un campamento está siendo construido para los migrantes de Oklahoma (probablemente basados en sitios históricos reales como el Campamento de Weedpatch (Weedpatch Camp) que tendrá interior aplomado, agua caliente, e incluso una piscina. Huelguistas de los campamentos de granja insisten que la única manera de mejorar las condiciones para todos es unificar y dejar de trabajar todos, pero muchas familias tienen miedo de perder sus únicos ingresos y ser incapaces de cuidar a sus niños. Esperanza continúa con el trabajo, cruzando las líneas de piquete de la huelga porque necesita pagar para la estancia hospitalaria de su madre. Después de una manifestación masiva por los huelguistas, los dueños de granja llaman a los oficiales de inmigración para que vengan a arrestar a los manifestantes. Como parte de la iniciativa de la Repatriación mexicana (Mexican Repatriation), muchas de las personas deportadas eran ciudadanos de los Estados Unidos desde nacimiento y nunca habían ido a México.
Afrontada con injusticia tras injusticia y la tensión de su madre enferma, Esperanza es traumatizada. Tiene una crisis y lamenta las condiciones terribles bajo las cuales está ella y su familia. Miguel insiste que las cosas mejorarán con tal de que esperen y trabajen duro, pero Esperanza no cree que haya ninguna esperanza para ellos. Se discuten y Esperanza sigue insistiendo que Miguel es "todavía un campesino" incluso en los Estados Unidos y Miguel le acusa de "todavía creerse una reina." Al día siguiente,  encuentran que Miguel se ha ido para buscar trabajo en el norte de California.
La madre de Esperanza finalmente se recupera y le permiten regresar a casa. Esperanza con orgullo va para mostrar a su madre las órdenes de pago que había guardado para Abuelita, sólo para descubrir que el dinero falta. Está claro que Miguel las tomó cuando se fue. Varias semanas pasan hasta que la familia de Miguel recibe una nota pidiéndoles que lo encuentren en la estación de tren y que traigan a Esperanza. Ahí se descubre que él utilizó las órdenes de pago para viajar a México y traer a la Abuelita en secreto como una "prueba que las cosas mejoran."
El libro termina en el día del 14.º cumpleaños de Esperanza, cuando finalmente ha aprendido ser agradecida por lo que tiene: su familia reunida, amigos que la quieren y más que todo: la esperanza, como su propio nombre.

## Contexto histórico
Los peones americanos de Oklahoma eran a menudo hostiles hacia los trabajadores mexicanos porque  sentían que ellos les quitaban sus trabajos. Los peones emigrantes mexicanos trabajarían para una paga más baja y por ese motivo había mucha tensión entre los trabajadores migrantes en los campos. Algunos sentían que sus condiciones eran inhabitables, así que empezaron a protestar para conseguir mejores condiciones laborables. Aun así, otros rechazaron unirse a la protesta por el temor que serían despedidos. En los años 1920 y 1930 (por el mismo tiempo en el cual tiene lugar esta historia) la población California todavía era aproximadamente 86% de raza blanca. La mayoría de estas personas era quienes poseían de la tierra, mientras los 36,800 trabajadores, muchos de los cuales eran mexicanos,  no.

## Recepción crítica
Junto con su cita de Mejores Libros (Best Books), los Publishers Weekly dieron al libro Esperanza renace una respuesta buena, citando su "cuento lírico de hada - por ese estilo." Apreciaron la manera en que "Ryan muestra poéticamente los lazos de Esperanza a la tierra por la creación su historia a los ritmos de las estaciones" y el hecho de que "Ryan compara los acontecimientos mundiales... con la voluntad de sobrevivir de una familia." Kirkus Reviews criticaron el "tono de épica, personajes que desarrollan poco y previsiblemente, y... pátina romántica." Aun así también sintió que el "estilo involucra al lector, sus personajes también agradan," finalmente diciendo que la historia "debe compartirse con una audiencia más grande".
A la literatura de los niños (Children's Literature) le gustó Esperanza renace y sugirió que "sería una gran elección para una colección multicultural."  El libro ha sido incorporado al currículum escolar en literatura, estudios sociales, y español.  La Universidad de Misuri (University of Missouri) tiene una unidad de literatura detallada disponible en línea, incluyendo mapas, fotos y enlaces a otros recursos. La escuela secundaria de Berkeley (Berkeley High School) utilizó registros del libro con sus alumnos que aprendían inglés como segundo idioma en un grupo de inglés "earphone". Encontraron que Esperanza renace no sólo les gustó a los alumnos que, como Esperanza, habían emigrado de México, pero "también a quienes se han mudado aquí después de perder a sus padres en la violencia lo que era Yugoslavia."

### Premios[8]
- - The 2001 Jane Addams Children's Book Award
  - The 2001 WILLA Literary Award for Children's/Young Adult Fiction
  - The 2001 Judy Lopez Memorial Award for Children's Literature
  - The 2001 Judy Goddard/Libraries Ltd. Young Adult Book Award
  - The 2002 Pura Belpré Award